# كتاب افتتاحية الشطرنج
كتاب افتتاحية الشطرنج هو نوع من الكتب يكون موضوعها حول افتتاحيات مباريات لعبة الشطرنج. ويُعتبر هذا النوع من الكتب إلى حد كبير هو النوع الأكثر شيوعًا من الأدبيات التي تتعلق بلعبة الشطرنج، والتي تصف العديد من الطرق والخطوات الرئيسية لبدأ اللعب مثل طريقة الدفاع الصقلي، وطريقة روي لوبيز، ومناورة الملكة، وقد تتضمن هذه الكتب اختلافات طفيفة في الخطوات الرئيسية للعب.

## الأنواع
هناك عدّة أنواع من كتب افتتاحيات لعبة الشطرنج، وهي:
- الكتيبات التي تتعامل مع نوع واحد محدد من الافتتاحيات: غالبًا ما تحتوي هذه الكتيبات على عناوين متفائلة للغاية، مثل كتاب الأسود يلعب ويفوز بالنقلة1...g6 لأندرسون سولتيز،[3] وقد يكون بعضها أكثر تواضعًا مثل كتاب فلتبدأ بدفاع الملك الهندي لجو غالاغر.[4] تكون هذه الكتب عادةً هي الأكثر سهولة في الوصول للقارئ العام، وتغطي معظم عناصر افتتاحيات اللعب الفردية على الرغم من أن بعضها يغطي أيضًا الافتتاحيات بشكل عام.[5]
- الكتيبات التي تشرح نظامًا أو عدة أنظمة: تناقش هذه الكتيبات نظامين أو أكثر من أنظمة افتتاح اللعب، وغالبًا ما ترتبط بموضوعات تكتيكية متشابهة أو هياكل بيدق أو أهداف إستراتيجية. يكون الهدف من هذه الكتب بشكل عام هو تمكين اللاعب من الوصول إلى وسط اللعبة بشكل يؤهله للفوز دون الكثير من المتاعب، بغض النظر عما يفعله اللاعب المنافس.[6]

- كتيبات تقدم نصائح وتوجيهات افتتاحية عامة: ولعل أشهر مثال على هذا النوع من الكتيبات باللغة الإنجليزية هو كتاب أفكار روبن فاين وراء افتتاحيات الشطرنج. لا يحلل هذا النوع من الكتب أي نظام افتتاحي بكثير من العمق، ولكنه يعلم الأفكار التي ستساعد القارئ على فهم اللعب الافتتاحي.[7]
- كتيبات موسوعية شاملة: تهدف هذه الكتيبات، والتي تتكون عادة من خمسة مجلدات مثل موسوعة افتتاحيات الشطرنج، تغطية أكبر عدد ممكن من أنظمة افتتاح اللعب على حساب فهم الأفكار الكامنة وراء الافتتاح.[8] ومن أهم الأمثلة على هذا النوع كتاب افتتاحيات الشطرنج لنان،[9] وكتاب افتتاحيات الشطرنج الحديثة لنيك دي فيرميان ووالتر كون
- تؤهل مثل هذه الكتب القارئ في نهاية المطاف ومن خلال سلسلة من الحركات الواردة في الجدول النظري إلى إدراك أن موقف أحد الجانبين أفضل قليلاً من الآخر، ولكنها لا تقدّم أيّة معلومات حول ما يستند إليه هذا التقييم أو كيفية المضي قدمًا في اللعبة.[10][11] كان النموذج الأول تاريخيّاً لهذا النمط من الكتب الافتتاحيّة هو كتاب الدليل الألماني للاعب الشطرنج، والذي نُشر لأول مرة في عام 1843، وكان كتاباً رائدًا في استخدام الجداول النظرية. ظل هذا الكتاب هو العمل المرجعي القياسي حتى ظهور كتاب افتتاحيات الشطرنج الحديثة في أوائل القرن العشرين.
- الأقراص المدمجة التي توضح افتتاحيات الشطرنج: تُعدّ الأقراص المدمجة فكرة حديثة لوصف الأفكار والموضوعات الرئيسية لافتتاحيات لعب الشطرنج، والتي يقوم فيها أساتذة وخبراء في اللعبة بالشرح من خلال الفيديو بينما يقوم المعلم بتنفيذ المبادئ.[12][13]

## كتب افتتاح الشطرنج العامة
تغطي هذه الكتب مجموعة متنوعة من افتتاحيات الشطرنج. تستخدم هذه الكتب في الغالب رموزًا عالمية لتعليق الحركات والأفكار التي يمكن فهمها في العديد من اللغات، ومن أهم هذه الكتب:
- كيف تلعب الافتتاح في الشطرنج: صدر عام 1993 من تأليف ريموند كين وديفيد ليفي، وردمك الكتاب هو 0-8050-2937-0.[15]
- موسوعة افتتاحيات الشطرنج: تتألف من خمسة مجلدات، وصدرت عن مركز معلومات الشطرنج في بلغراد.[16]
- افتتاحيات شطرنج باتسفورد: يتألف من جزأين صدر أولهما في نيويورك عام 1989 عن منشورات هنري هولت وشركاه، والثاني عام 1994، وهو من تأليف جاري كاسباروف وريموند كين، وردمك الكتاب هو 0-8050-3409-9.[17]
- افتتاحيات شطرنج نان: صدر عام 1999، وهو من تأليف جون نان، وجراهام بيرجس، وجون إيمز، وجو غالاغر، وردمك الكتاب هو 1-85744-221-0.[18]
- افتتاحيات الشطرنج الحديثة: صدرت الطبعة الخامسة عشر من الكتاب عام 2008، وهو من تأليف نيك دي فيرميان، وردمك الكتاب هو 978-0-8129-3682-7.[19]
- افتتاحيات الشطرنج الأساسية: وهو من تأليف بول فان دير سترين، وصدر عام 2009، وردمك الكتاب هو ISBN 978-1-906454-13-5.[20]
- إتقان افتتاحيات الشطرنج: يتألف من أربعة مجلدات، وهو من تأليف جون واتسون، وصدر عام 2007.[21]
- أساسيات افتتاح الشطرنج: يتألف من أربعة مجلدات، وهو من تأليف ستيفان دجوريتش، وديميتري كوماروف، وكلاوديو بانتاليوني، وصدر عام 2008.[22]